# Gräberfeld Sopron-Krautacker
Das Gräberfeld Sopron-Krautacker befindet sich im nordwestlich gelegenen Ortsteil Jereván der ungarischen Stadt Sopron (deutsch Ödenburg, Komitat Győr-Moson-Sopron). Es handelt sich dabei um eine Hallstatt-Latènezeitliche Siedlung mit einem Gräberfeld in der Flur Krautacker an der Ikva.

## Grabungsgeschichte und Besiedlung
Bei der Errichtung der Neubausiedlung Jereván wurde eine Wohnsiedlung mit Nekropole (Begräbnisstätte) zwischen den Bächen Zeiselbach, Liget und Ikva freigelegt. Weil die Bebauung rasch fortschritt, mussten die Notgrabungen zwischen 1973 und 1988 stets unter Zeitdruck durchgeführt werden. Trotz dieser ungünstigen Situation wurden wissenschaftliche Begleituntersuchungen durchgeführt (Paläoökologie, Geomorphologie, Hydrologie, Klima, Vegetation, Bodennutzung, Keramik- und Eisenproduktion, Tierhaltung und Jagd), was zusammen einen guten Überblick zur Umweltsituation, Landwirtschaft und dem technologischen Stand der vorkeltischen und keltischen Bevölkerung dieses Raumes ergab. Unterstützt wurden die Forschungen durch Auswertungen der Ergebnisse des Geoinformationssystems (Erfassung, Bearbeitung, Organisation, Analyse und Präsentation räumlicher Daten).
Das Siedlungsareal umfasst eine Fläche von mehr als 2 ha. Für eine Besiedlung war dieses Gebiet sehr günstig gelegen – die Nähe des Neusiedler Sees, der Kreuzungspunkt wichtiger Handelsrouten, sowie das fruchtbare Ikva-Tal ermöglichten einen Einfluss verschiedener Kulturströmungen. Sowohl die Verbauung als auch die Nekropole zeigen reichhaltige Funde, die eine Verwendung über einen relativ langen Zeitraum dokumentieren. Die ersten Funde – einige Gruben mit bescheidenen Artefakten – sind in das Spätneolithikum (ab 3500 v. Chr.) und die Kupfersteinzeit zu datieren; für das 13. bis 8. Jahrhundert v. Chr. (Späte Bronzezeit) ist bereits eine rege Besiedlung mit insgesamt rund 85 Häusern, Gehöften, Werkstätten – Weberhäuser, Töpfer- und Schmiedeöfen – und Vorratsgruben festgestellt worden.
Diese Siedlung zeigt eine durchgehende Verwendung bis in die Eisenzeit und ist damit ein seltenes Beispiel für die gesellschaftliche, wirtschaftliche und technologische Entwicklung einer Gemeinschaft über einen längeren Zeitraum.

## Die Nekropole

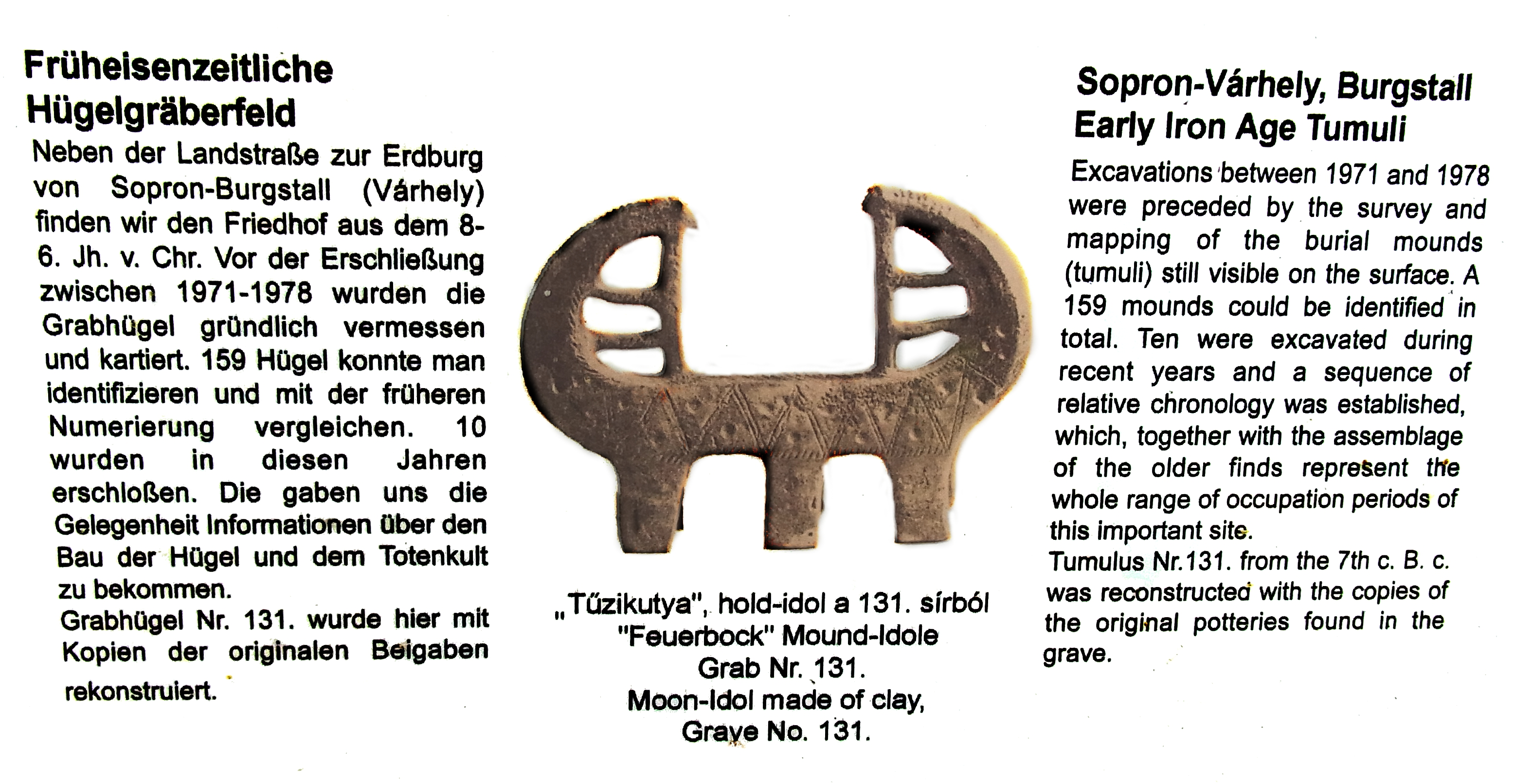
Feuerbock

Die Nekropole ist zeitgleich zur Siedlung angelegt worden und umfasst rund 150 bisher (2010) ergrabene Brandbestattungen (Urnen- und einige Brandstreuungsgräber), sowie ein späteres Feld mit Körperbestattungen. Beginn der Brandbestattung ist in der älteren, Ende in der späten Urnenfelderkultur zu datieren, das ergibt eine kontinuierliche Verwendung von 1200 bis 800 v. Chr. Im Nordostalpenraum ist dies die einzige bislang entdeckte Nekropole der Urnenfelderzeit mit durchgehender Belegung. Für die Späthallstatt- und Latènezeit wurde eine Belegung vom Ende des 6. bis zum 2. Jahrhundert v. Chr. festgestellt. Die relativ starke Beeinträchtigung des Gräberfeldes durch Erosion und neuzeitliche Erdarbeiten macht eine genaue Abgrenzung des Feldes und die Stratigraphie (Altersbestimmung von Ablagerungen) sehr schwierig. Dennoch ist eine zeitliche Einordnung der Gräbergruppen einigermaßen möglich gewesen. Anhaltspunkte waren die wechselnden Bestattungsrituale, wie beispielsweise der Wechsel von der Brand- zur Körperbestattung in der frühen und mittleren Latènezeit und eine Rückkehr zu Brandgräbern in der späteren Zeit.
Das Grab 79 besitzt als einziges aus der ersten Belegungsperiode eine rechteckige Einfassung des Grabgartens aus unbehauenen Steinen und weist auf einen besonderen sozialen Status des Bestatteten hin. Bei der Urne deponierte Grabbeigaben bestätigen dies – ein durch die Feuerbestattung stark beschädigtes Schwert sowie ein komplettes Zaumzeug für eine Wagenschirrung, ein einzigartiger Fund für das Europa dieser Zeit. Eine kleine Eisennadel zählt zu den frühesten Eisenfunden in Mitteleuropa.
Unter den Körperbestattungen sind keine typischen Kriegergräber mit Waffenbeigaben zu finden, das Verhältnis männlich/weiblich ist ziemlich ausgeglichen, auffallend sind die vielen Kindergräber, vor allem mit Kleinkinderbestattungen. Als häufige Grabbeigabe wurde Obst vorgefunden – im Grab 26 Pflaumen in einer Schale, im (Frauen-)Grab 29 Weintraubenkerne. An Tieren wurden nach den Knochenfunden Rinder, Schafe und Hühner, vor allem aber Schweine beigegeben. Auffallend ist in einem durch Raubgrabung gestörten Latène-Grab die Teilbestattung eines Pferdes, was in Verbindung mit Pferde- und Hirschopfern im Siedlungsbezirk auf Ritualhandlungen hinweist.
Bei den Tongefäßen ist die Vorliebe für Garnituren erkennbar, es wurden häufig jeweils Flasche, große Schale, Henkeltasse und Topf beigegeben, später wurde die Henkeltasse durch eine kleine Trinkschale ersetzt. Die Zahl der Gefäße dürfte mit dem sozialen Rang des Bestatteten zusammenhängen. In manchen Gräbern wurden Keramikgefäße gefunden, die einen (Hersteller-?)Stempelabdruck tragen, wie er auch in anderen Fundstellen des Raumes Niederösterreich/Westungarn, nämlich den Gräberfeldern Mannersdorf, Neunkirchen, Pöttsching und Pottenbrunn, festgestellt werden konnte. Spätere Brandgräber aus der Mittellatènezeit weisen geringere Beigaben auf, die zudem durch die Brandbestattung stark in Mitleidenschaft gezogen wurden. Besonders diese Gräber wurden wegen der seichten Bestattungstiefe häufig durch moderne Erdarbeiten beschädigt. Das jüngste Grab dürfte in die erste Hälfte des 1. Jahrhunderts v. Chr. zu datieren sein, es liegt als bisher einziges dort gefundenes Grab im Siedlungsareal und zeichnet sich durch eine Vierfachbelegung aus.